# Elieser Kaplan

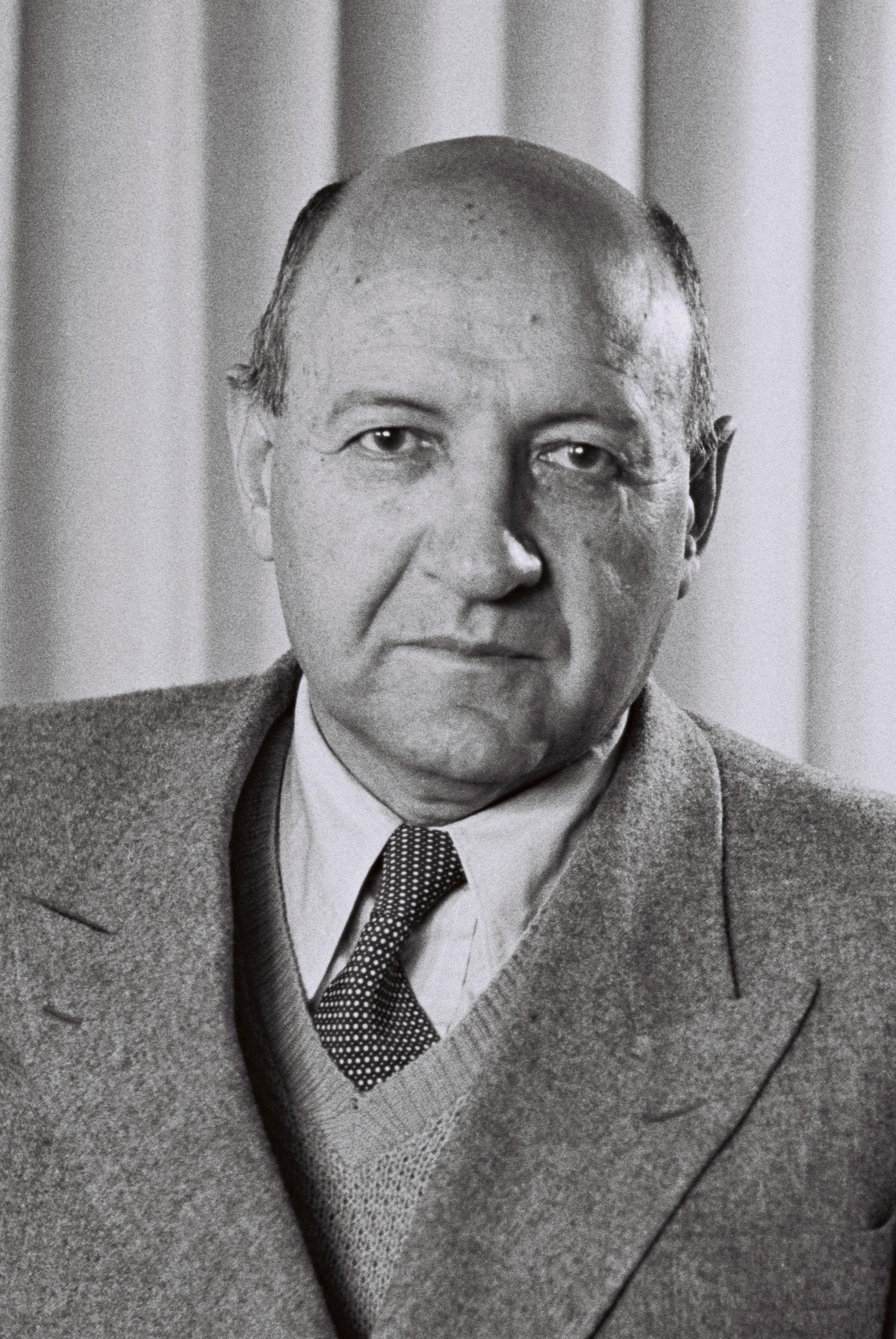
Elieser Kaplan

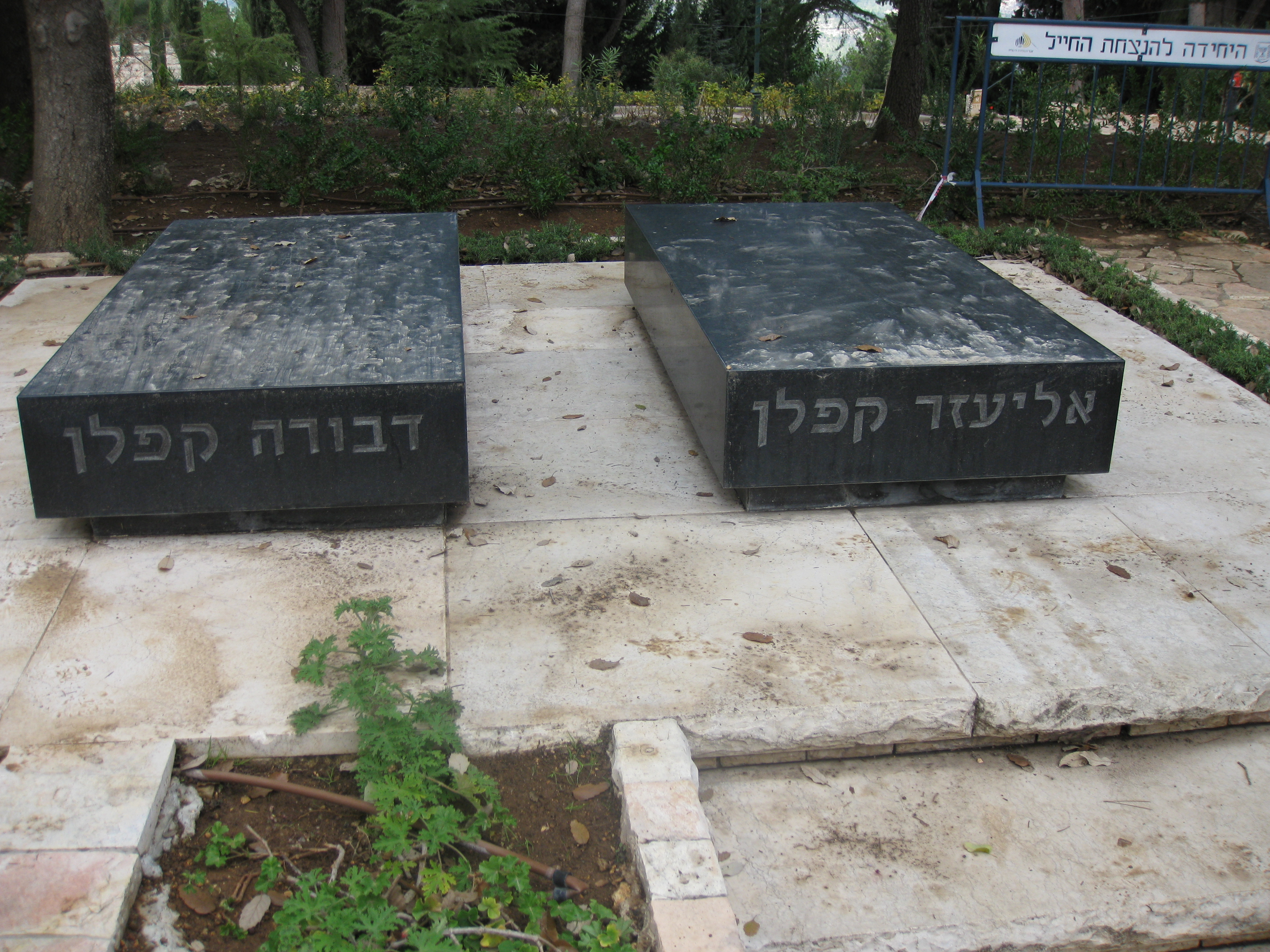
Grab von Elieser Kaplan und seiner Gattin Debora auf dem Herzlberg

Eliʿeser Kaplan (hebräisch אליעזר קפלן‎, geboren am 27. Januar 1891 in Minsk, Russisches Kaiserreich; gestorben am 13. Juli 1952 in Tel Aviv, Israel) war zionistischer Arbeiterführer, israelischer Politiker (Mapai, Mitglied der 1. und 2. Knesset) und der erste Finanzminister des Staates Israel.

## Leben und Wirken
Kaplan wurde in Minsk im heutigen Belarus geboren und erhielt seine Ausbildung im Cheder, im russischen Gymnasium in Łowicz und an der Technischen Hochschule in Moskau. Er beendete sein Studium 1917 mit einem Abschluss als Bauingenieur. 1920 ging er nach Eretz Israel. Er gehörte zu den führenden Persönlichkeiten der Histadrut und war 1929–1933 Sekretär des Exekutivkomitees. Von 1933 bis 1948 war er Direktionsmitglied der Jewish Agency mit Zuständigkeit für die Verteilung von Geldern. Ebenso war er Stadtrat von Tel Aviv in den Jahren 1925–1933.
Als Mitglied der vierten jüdischen Repräsentantenversammlung des Mandatsgebiets wurde er aus ihrer Mitte in den jüdischen Nationalausschuss, die Exekutive des Jischuvs gewählt. Er gehörte ab 12. April 1948 zum Volksrat (hebräisch מוֹעֶצֶת הָעָם Mōʿetzet ha-ʿAm), dem 37-köpfigen Übergangsparlament des Jischuvs mit Vertretern aller Parteien der Repräsentantenversammlung. Kaplan war einer von vier Vertretern des Volksrates, die gegen die Unabhängigkeitserklärung am 14. Mai 1948 stimmten, unterzeichnete sie dann aber doch. 
Nach Errichtung des Staates Israel wurde Kaplan zum ersten Finanzminister ernannt. Am 30. Juli 1948 konnte er die Schaffung einer eigenen israelischen Währung bekanntgeben: Ein israelisches Pfund entsprach etwa vier US-Dollar. Während seiner Amtszeit gelang es ihm, erste Darlehen aus dem Ausland zu erhalten, die den israelischen Markt vor dem Zusammenbruch bewahrten. 1952 plante er die „Neue Wirtschaftspolitik“ und begann mit ihrer Durchsetzung. Wenige Wochen vor seinem Tod legte er sein Amt nieder und wurde zum ersten stellvertretenden Ministerpräsidenten Israels ernannt. 1949–1950 amtierte er auch als Minister für Handel und Industrie.
Nach ihm wurden das Kaplan-Hospital in Rechovot, der Stadtteil Qirjat Eliʿeser in Netanja, das Kaplan-Viertel in Kfar Saba und zahlreiche Straßen in israelischen Städten benannt.